# 이요요코타역
이요요코타역(일본어: 伊予横田駅 이요요코타에키[*])은 일본 에히메현 이요군 마사키정에 있는 시코쿠 여객철도 요산선의 역이다. 역 번호는 U03이며, 단선 승강장 1면 1선의 구조를 지닌 지상역이다.

## 역 주변
- 도미다 연못

## 역사
- 1961년 4월 15일 : 개업.
- 1987년 4월 1일 : 민영화에 의해, 시코쿠 여객철도로 이관.

## 인접 정차역
| 시코쿠 여객철도 요산선      | 시코쿠 여객철도 요산선 | 시코쿠 여객철도 요산선      |
| --------------------------- | ---------------------- | --------------------------- |
| U 02 기타이요 마쓰야마 방면 | 요산 선                | 도리노키 U 04 이요오즈 방면 |